# Episodi di Fresh Meat (prima stagione)
La prima stagione della serie televisiva Fresh Meat, composta da otto episodi, è stata trasmessa sul canale britannico Channel 4 dal 21 settembre al 16 novembre 2011.
In Italia la stagione è disponibile su Netflix. La serie è inedita in chiaro.
| nº | Titolo originale | Titolo italiano | Prima TV UK      | Prima TV Italia |
| -- | ---------------- | --------------- | ---------------- | --------------- |
| 1  | Episode 1        | Episodio 1      | 4 novembre 2013  | 1 gennaio 2016  |
| 2  | Episode          | Episodio 2      | 11 novembre 2013 | 1 gennaio 2016  |
| 3  | Episode          | Episodio 3      | 18 novembre 2013 | 1 gennaio 2016  |
| 4  | Episode          | Episodio 4      | 25 novembre 2013 | 1 gennaio 2016  |
| 5  | Episode          | Episodio 5      | 2 dicembre 2013  | 1 gennaio 2016  |
| 6  | Episode          | Episodio 6      | 9 dicembre 2013  | 1 gennaio 2016  |
| 7  | Episode          | Episodio 7      | 16 dicembre 2013 | 1 gennaio 2016  |
| 8  | Episode          | Episodio 8      | 23 dicembre 2013 | 1 gennaio 2016  |